# 物資別適合輸送
物資別適合輸送（ぶっしべつてきごうゆそう）は、日本国有鉄道（国鉄）や日本貨物鉄道（JR貨物）が昭和40年代頃から、輸送する品目に合わせて専用の貨車や積降設備を開発配備して実施している、一貫した鉄道貨物輸送サービス。直行型輸送のひとつであり、これと対比されるのは従来のヤード系集結輸送方式である。

## 背景
国鉄の貨物輸送は、長らく駅や操車場で貨車を繋ぎ変えながら目的地まで運ぶ集結輸送方式（ヤード系集結輸送方式）で行われていた。また輸送品目も、石炭のような一部の大量輸送品目以外は、農産物や工業製品など様々な品目に渡っており、そうした物資を各地の駅から有蓋車や無蓋車に直接積み込む形で輸送していた。
第二次世界大戦後日本の経済が発展してくると、石油やセメント、化学薬品といったそれまであまり大量に運ばれていなかった物資の輸送の割合が増えてきた。またトラック輸送が進出してくると、これに対抗するためにそれまでより高速に、かつ安価に物資を運ぶことが求められるようになってきた。
こうしたことから、輸送する品目のそれぞれに適合した特徴を持つ専用の貨車を開発し、また駅の積降設備や貯蔵施設などもこれと一貫して整備を行って、操車場を経由せずに発送地から目的地へ直接専用貨物列車で輸送する形態を推進することになった（直行型輸送）。これが物資別適合輸送である。物資別適合輸送の対象となった物資は石油・紙・セメント・石灰石・自動車・飼料・鉄鋼・ガラス・ビールなどである。
こうした輸送を行うに際しては、荷主企業と共同で専用の貨車の開発を行うと共に、発着地の荷役・貯蔵設備の整備を行い、そのための物流専門の企業が国鉄と荷主各社の共同出資で設立された。これを行うにあたっては日本国有鉄道法と日本国有鉄道法施行令の改正が必要で、昭和30年代末から40年代はじめにかけて順次改正が実現している。

## 石油輸送

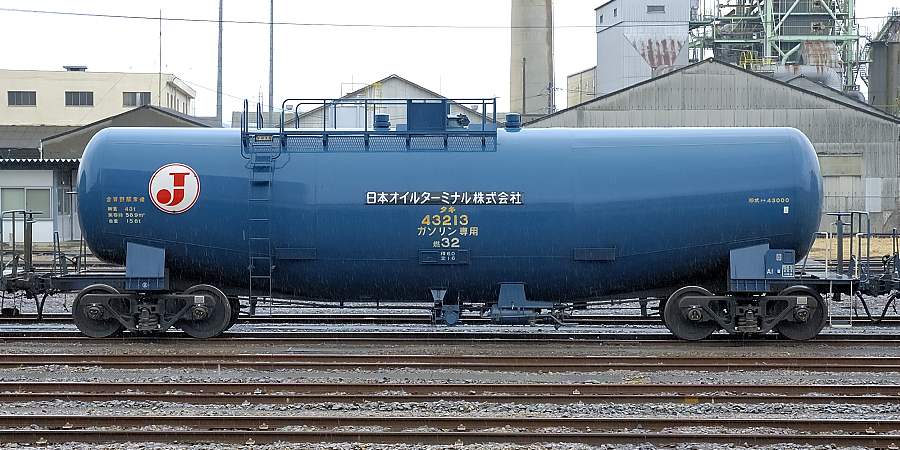
ガソリン輸送用のタキ43000形

石油の鉄道輸送は明治時代から行われていたが、石油の精製・販売を行う会社が個別に石油タンクを整備して、専用線の荷役で行っていた。このため1箇所あたりの輸送量が少なく、燃料輸送のタンク車は集結輸送方式で時間をかけて運行されていた。石油の消費量が急増すると共に、より効率的な輸送が求められるようになった。
既に1964年（昭和39年）10月には、本輪西 - 東札幌間で石油専用列車の運行が開始され、1967年（昭和42年）10月から「オイル号」の愛称が付けられるようになった。また沼垂 - 塩尻間でも1966年（昭和41年）10月から「ペトロ号」の運行が始められている。
こうして状況の中で、国鉄と石油元売各社が共同出資して、1966年（昭和41年）10月に日本オイルターミナルが設立された。日本オイルターミナルは内陸に石油の中継基地を建設し、この中継基地へ向けて臨海工業地帯や港湾から石油用のタンク車を連ねた専用列車を国鉄が運転するようになった。中継基地からは各社のタンクローリーでガソリンスタンドなどへ配送する仕組みとなっている。中継基地は、1997年（平成9年）時点で札幌貨物ターミナル・盛岡貨物ターミナル・郡山貨物ターミナル・宇都宮貨物ターミナル・倉賀野・八王子・西上田・南松本の8箇所にある。発送拠点は本輪西と仙台北港の他は、京浜・京葉・中京の各地である。
石油輸送を行っているのは、タキ43000形やタキ1000形などの専用のタンク貨車である。
海に近い地方では、タンカーによる大量輸送の方が鉄道輸送より安いため、鉄道による石油輸送はあまり見られない。これに対して、栃木県・群馬県・長野県・山梨県といった内陸部（いわゆる海無し県）では、石油消費量のうち鉄道輸送による割合が70%を占めている。精油所の再編やタンクローリー輸送への転移などの影響で輸送量は減少しつつあるが、2003年（平成15年）度で年間936万トンの石油が鉄道で運ばれている。

## 紙輸送

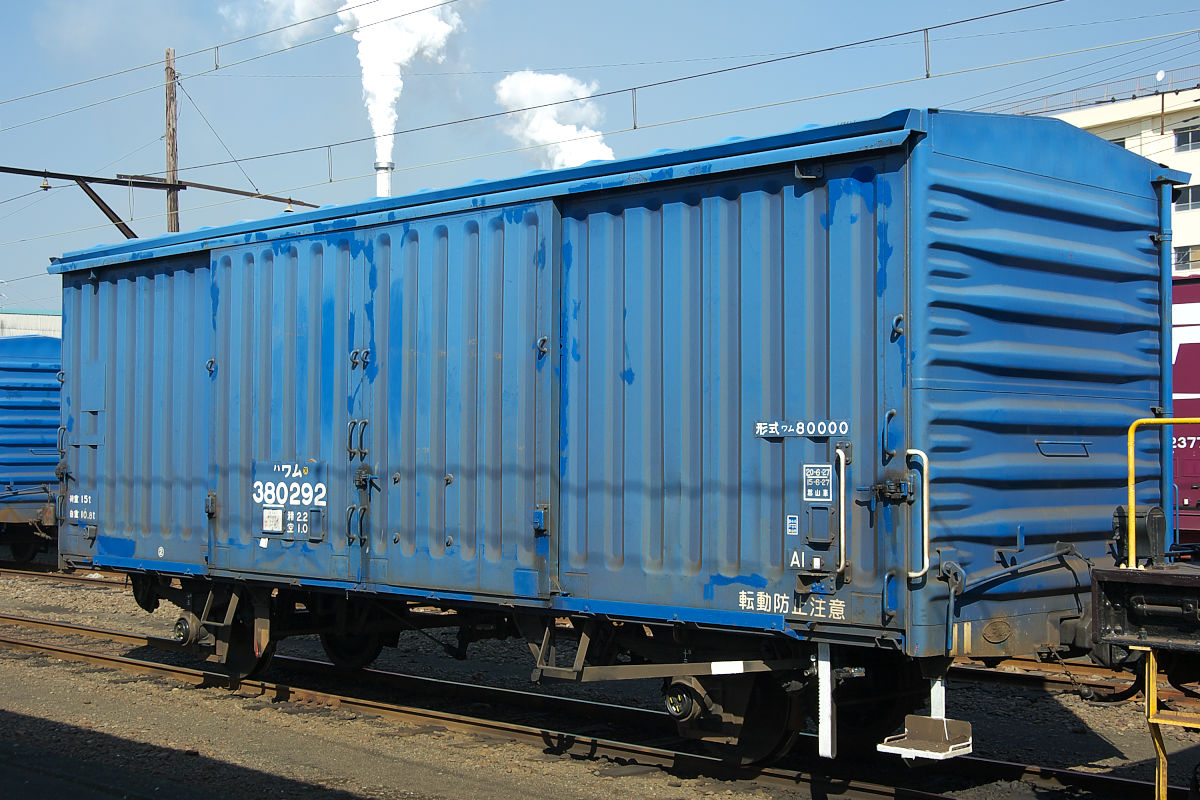
紙輸送用のワム80000形380000番台

日本では製紙工場は北海道、静岡県、新潟県、富山県、鳥取県などに位置している。これに対して紙の消費は、大手の新聞社・出版社・印刷会社の多い大都市に集中しており、日本の紙消費の50 パーセントを東京都で、25 パーセントを大阪府で、それぞれ占めている。こうしたことから製紙工場から大都市へ向けて、紙の大量輸送が行われている。
こうした紙輸送は、ワム80000形やワキ5000形などの有蓋車で行われてきた。これらの貨車はフォークリフトでの荷役に適するように側扉が全面開くようになっており、紙輸送にも適している。これらの貨車を連ねた紙輸送専用列車も運行されている。
また積降設備の面では、国鉄と製紙各社の共同出資で飯田町紙流通センターが1972年（昭和47年）11月に設立され、貨物駅である飯田町駅に紙専用の取り扱い施設と倉庫を設置して、全国から貨物列車で紙を運びこみ、トラックで都内各地の新聞社や印刷工場へ運び込む体制となっていた。後に印刷工場の郊外移転や都心部の用地の有効利用などの観点から、1999年（平成11年）6月に新座貨物ターミナル駅に、7月に隅田川駅に新しい保管・配送センターが完成して飯田町駅の配送センターは閉鎖された。
船舶による大量輸送と激しい競合となっているが、2003年（平成15年）度の年間輸送量は374万トンとなっている。従来の有蓋車による輸送は、大都市から製紙工場への返却回送が空車となって輸送効率に問題があったため、コンテナ輸送への転移（コンテナリゼーション）が進められており、2003年度の実績では374万トン中275万トンがコンテナ輸送となっていた。

## セメント輸送

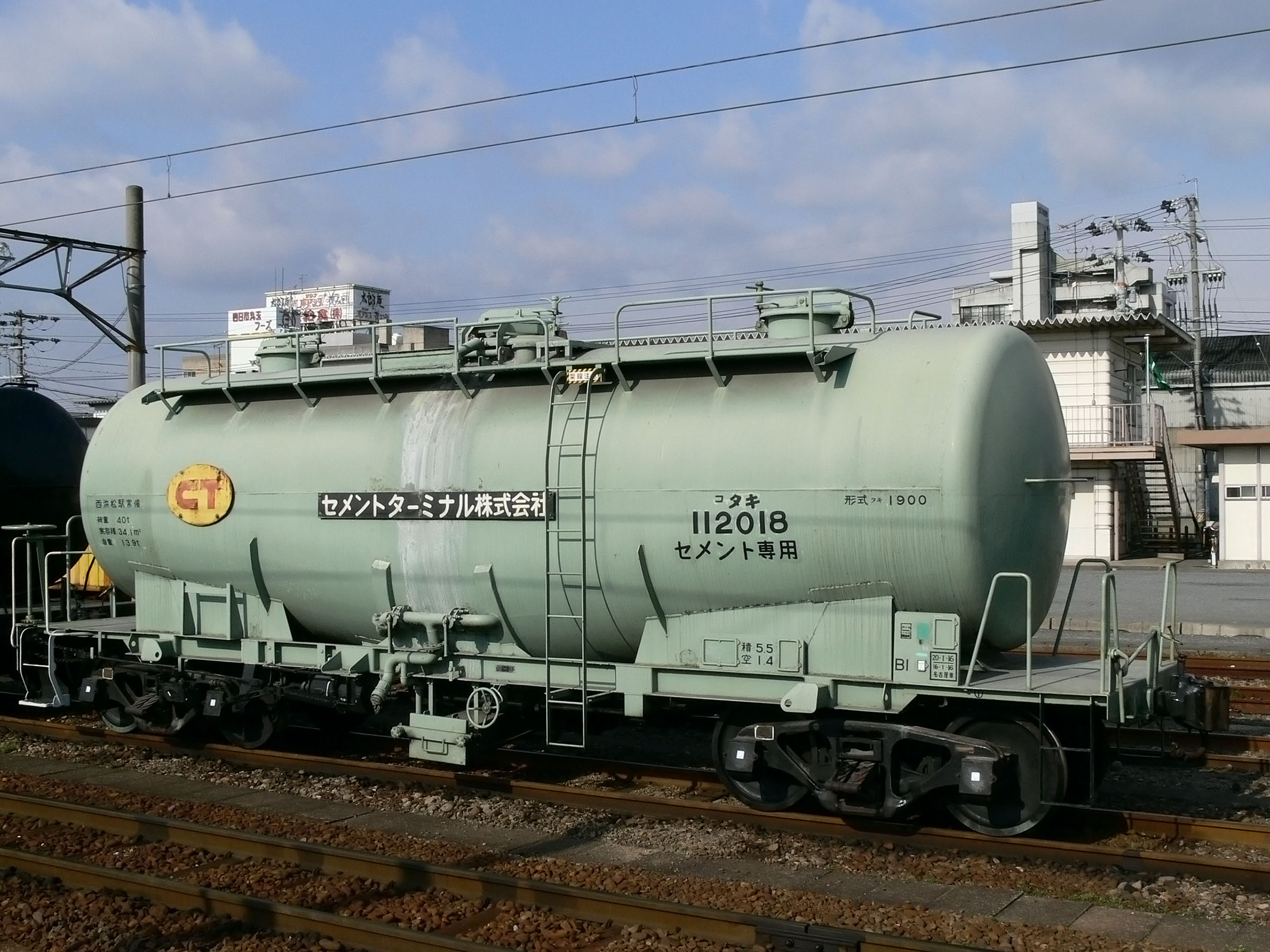
セメント輸送用タンク車、タキ1900形

セメントは古くから鉄道輸送が行われてきたが、袋詰めにして手作業で有蓋車へ積み込んで輸送する形態が一般的であった。これに対してセメントをサイロからバラのままで流し込んで輸送する形態（バルク輸送）が普及してくると、トラック輸送に転移が見られるようになった。こうしたことから鉄道でもホッパ車を利用してバラの輸送を行う方向となった。タキ1900形などが開発されて利用されている。
1964年（昭和39年）に大手セメント会社の共同出資で東京セメント運輸が設立され、隅田川駅構内に共同のセメントサイロが建設された。さらに国鉄とセメント会社の共同出資で1972年（昭和47年）4月にはセメントターミナルが設立された。5つの事業所で駅のそばにセメントサイロを建設して貨物列車によるセメントの受け入れを行っていた。
一時期は鉄道によるバラ積みセメント輸送はかなり普及したが、トラック輸送への転移がさらに進んだことや、公共事業の抑制でセメント輸送そのものが減少したことなどがあり、セメントターミナルの事業所も鉄道でのセメント受け入れを廃止したところがある。2003年（平成15年）度で鉄道輸送量は202万トンとなっている。

## 飼料輸送

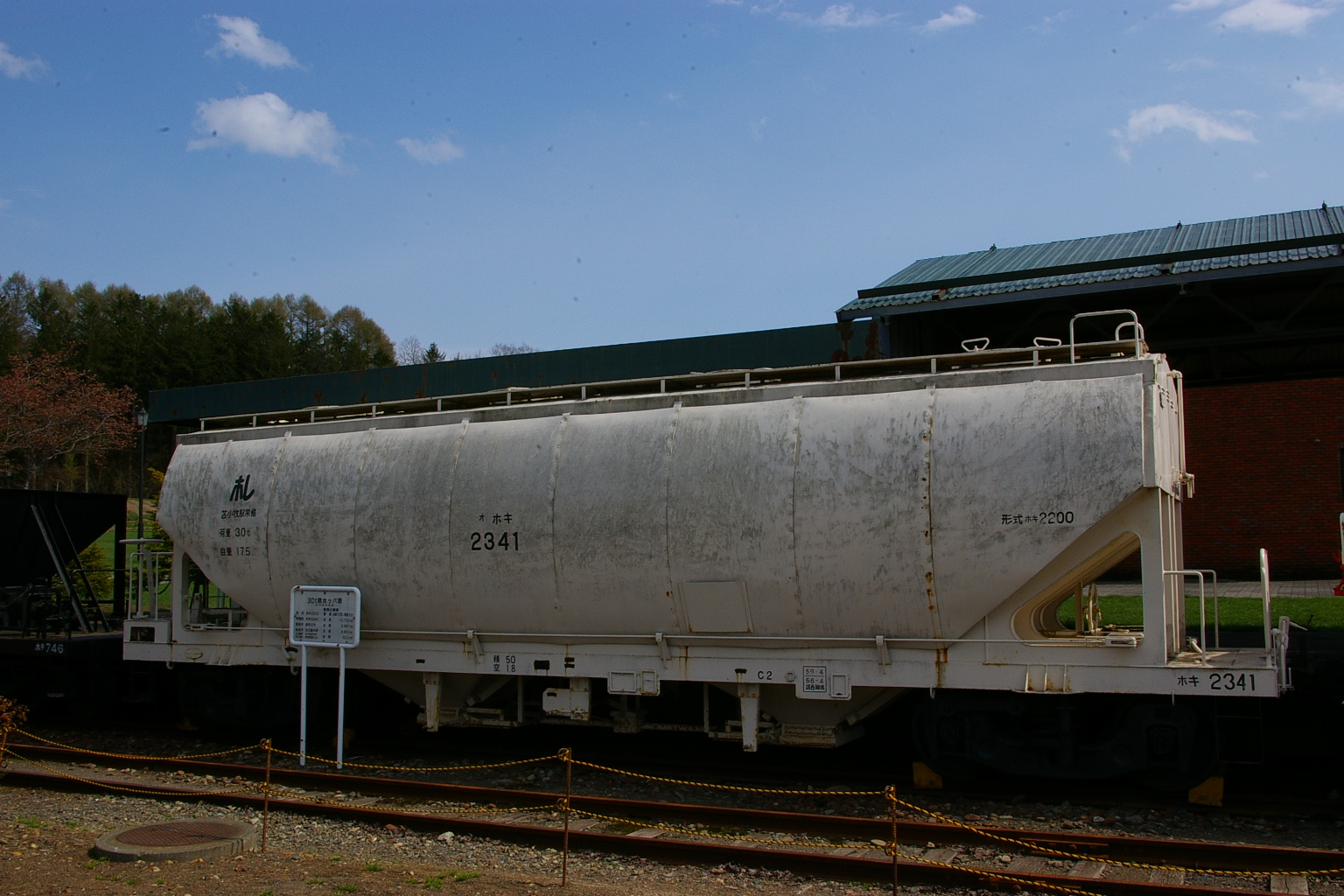
ホキ2200形貨車

養鶏や畜産などに用いる飼料は、セメントと同様にかつては袋詰めにして手作業で有蓋車に積み込む形態が一般的であった。このため、サイロとホッパ車を利用してバラ積み輸送を行う方向へ進んだ。ホキ2200形が代表的な飼料輸送用ホッパ車である。
こうした鉄道による飼料輸送の中継基地を建設する目的で、飼料メーカーと国鉄が共同出資して、1969年（昭和44年）1月に日本飼料ターミナルが設立された。日本飼料ターミナルは日本全国に15箇所の中継サイロ基地を建設している。
1970年（昭和45年）度の最高の時期には年間493万トンの飼料が鉄道で輸送されていた。しかし、相次ぐストライキによる信頼性の喪失、貨物運賃の値上げによる競争力喪失、そして飼料メーカーの飼料工場統廃合や畜産地の移動などの影響があり、鉄道輸送量は減少に転じた。日本飼料ターミナルは最終的に1986年（昭和61年）10月に解散となっている。

## 自動車輸送
自動車は、昭和30年代までは無蓋車に積み込んで細々と鉄道輸送する以外は、陸送や船舶輸送が一般的であった。国鉄では、自動車工業が急速に成長する中で、新車の自動車を輸送する専用の貨車を製作して鉄道輸送へ誘致しようと計画し、ク5000形が開発された。
全国各地の自動車工場の近くに設置された自動車輸送基地から、「アロー号」に代表される自動車輸送専用列車が運転された。急速に需要が伸びて、昭和40年代後半には一時日本で生産される自動車の30パーセントが鉄道で輸送されるまでシェアを伸ばした。しかしストライキや運賃値上げの影響などで一転して急速に減少し始め、キャリアカーなどによる輸送へ転移していった。1985年（昭和60年）3月に一旦全廃となったが、1986年（昭和61年）3月から部分的に再開された。1996年（平成8年）3月にク5000形による自動車輸送は最終的に廃止され、その後はコンテナを利用した自動車輸送が行われている。

## 化学薬品輸送

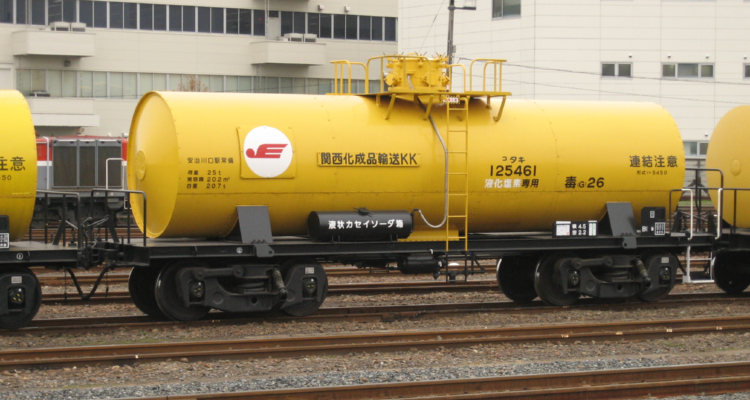
液化塩素輸送用タンク車、タキ5450形

化学薬品は危険物が多く、大都市で各地の駅で分散して取り扱うことは危険が伴っていた。このことから防災設備を完備した輸送センターを準備して集約することになり、関東では1967年（昭和42年）8月に東京液体化成品センターが、関西では1965年（昭和40年）4月に液体化成品輸送が設立され、後者は1979年（昭和54年）4月に関西化成品輸送となっている。東京液体化成品センターの基地は越中島駅、関西化成品輸送の基地は安治川口駅にあったが、このうち越中島駅の基地は川崎市へ移転している。これらの化学薬品は薬品それぞれの性質に応じて設計された専用タンク車で行われていたが、鉄道貨物輸送のコンテナ化の流れにしたがってタンクコンテナ化が進展している。2003年（平成15年度）の輸送量は190万トンであった。

## 鉄鋼輸送
鉄鋼輸送もまた、高度経済成長に合わせて急速に伸びる鉄鋼需要に合わせて、専用の貨車を開発・改造して対応した。圧延コイルや鋼板を運ぶために適した構造の様々な貨車が用意され、1970年（昭和45年）に最高の540万トンの実績となっている。その後はストライキ・運賃値上げなどの影響を受けて急速に減少した。2003年（平成15年）度に貨車による鉄鋼輸送は打ち切られている。1990年（平成2年）度から、代わりに専用のコンテナによる鉄鋼輸送が開始され、2003年度は14万6000トンの実績となっている。

## その他の物資別適合輸送

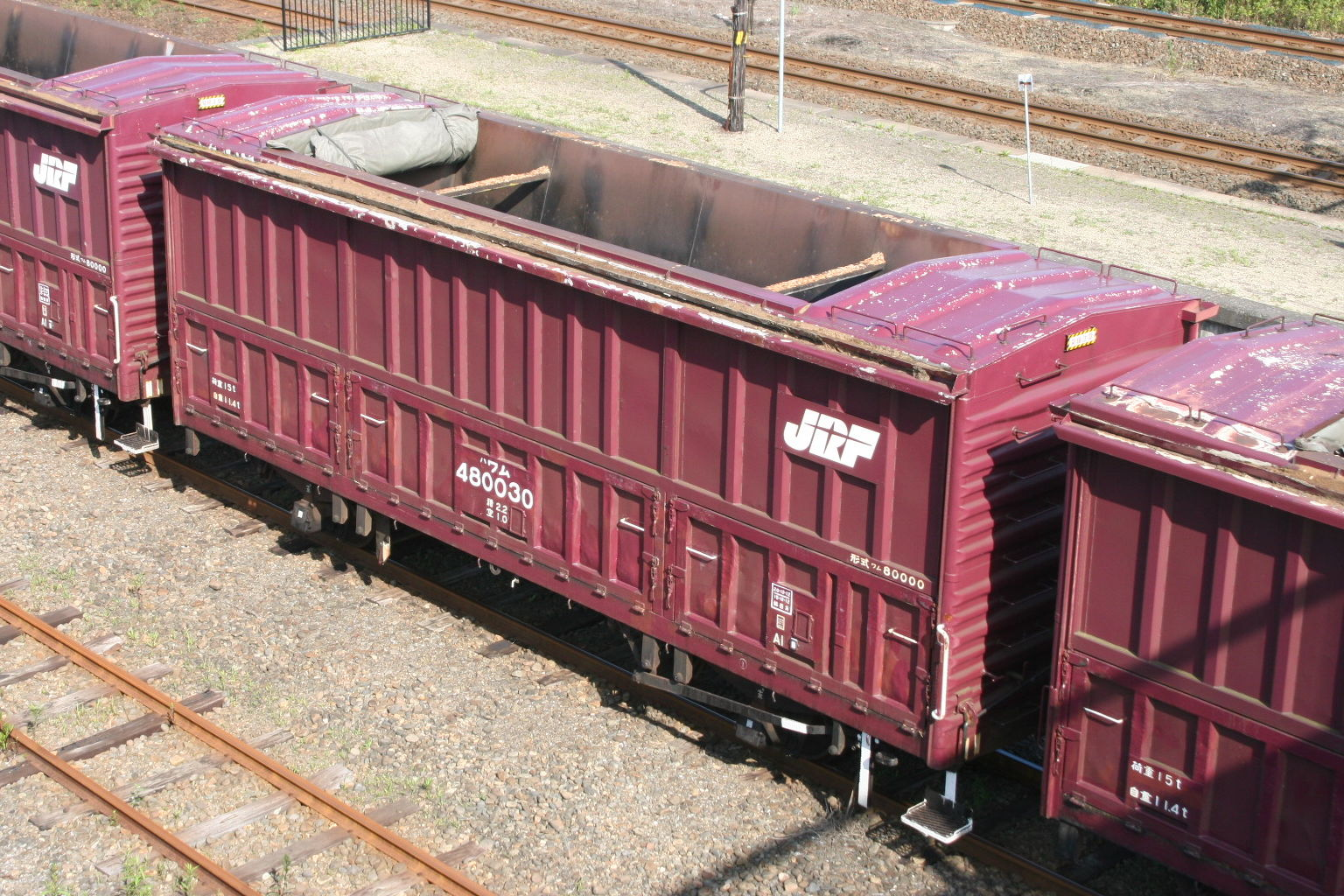
木材チップ輸送用ワム80000形480000番台

上述したようなものの他にも、地域の鉄道管理局単位などで昭和40年代頃から個別の荷主の輸送品目に合わせて貨車を小改造して輸送促進に努めた事例がある。特にワム80000形の改造車には物資別適合輸送の目的で改造されたものが多数ある。これらの輸送も、コンテナ輸送に移行したりトラック輸送に転移したりして、2009年現在で行われているものはほとんどない。

## 物資別適合貨車
物資別適合輸送に用いるために専用に設計されて開発されたり、既存の貨車を改造したりした車両のことを物資別適合貨車、略して物適車などという。石灰石輸送用のホキ2500形、配合飼料などの輸送用のホキ2200形、鉄鋼コイル輸送用のワキ9000形、自動車輸送用のク5000形、大型鋼板コイル輸送用のトキ1000形などが代表的な新製物資別適合貨車である。また改造車でも、ワム80000形の改造で大型板ガラス用ワム581000番台、オートバイ用ワム583000番台など様々な貨車がある。こうした専用の貨車を用いた輸送は次第にコンテナ輸送へ移行していき、専用貨車はほとんど残されていない。代わりに物資別のコンテナが開発されている状況にある。